# Мария Павлова
 Мария Павлова е български политик, служебен министър на правосъдието в правителствата на Огнян Герджиков и Димитър Главчев, заместник-министър на правосъдието в служебните правителства на Стефан Янев и Гълъб Донев. 

## Биография
Родена е през 1971 г. в Пловдив. Завършва средното си образование през 1990 г. в ЕСПУ „Светлозар Попов“ в родния си град. През 1996 г. завършва магистратура по право в Пловдивския университет. В периода 1998 – 2006 г. е следовател в Столичната следствена служба. Между 2006 и 2012 г. е прокурор в Софийската районна прокуратура. От 2012 г. е на работа като следовател в Националната следствена служба. През 2016 г. е избрана за член на Комисията по атестирането и конкурсите към Прокурорската колегия на ВСС.